# Lucienne Roubin
Pour les articles homonymes, voir Roubin.
Lucienne Roubin est une anthropologue et sociologue française, née le 9 janvier 1924 à Nice et morte le 11 janvier 1999 à Marseille. Elle a travaillé pour le CNRS, au laboratoire d’ethnologie du musée de l'Homme et à l’Institut d’ethnologie de Strasbourg.

## Biographie
Détachée à partir de 1963 du CNRS, elle est recrutée par le Musée national des arts et traditions populaires puis au Musée de l'Homme. Elle est l'une des fondatrice et trésorière de la Société d'études euro-asiatiques, conduit de nombreuses recherches en Provence et à l’étranger qui l’amenèrent à une thèse et à son premier livre : Chambrettes des Provençaux. Elle enseigne également l’histoire et la géographie en Grande-Bretagne. Elle a laissé plusieurs ouvrages et de nombreux articles scientifiques.
Lucienne Roubin est originaire par sa famille de Thorame-Haute dans le Haut Verdon (Alpes-de-Haute-Provence). Elle est la fondatrice de l’Association pour la sauvegarde du patrimoine culturel de ce village.

## Publications
- Le monde des odeurs. Dynamique et fonction du champ odorant, Préface de Pierre Chaunu, Méridiens Klincksieck, 1989, collection Sociologies au quotidien  (ISBN 2-86563-242-3)
- Chambrettes des Provençaux, Une maison des hommes en Méditerranée septentrionale. Préface de Roger Bastide ; Paris, Plon, 1970, 251 p. ; collection Civilisations et mentalités, ouvrage d'analyse sociologique et politique sur les chambrettes de Provence au XVIIIe siècle[3].
- Détails bibliographique et références de ces études sur : Google livres